# Gillis Lundgren

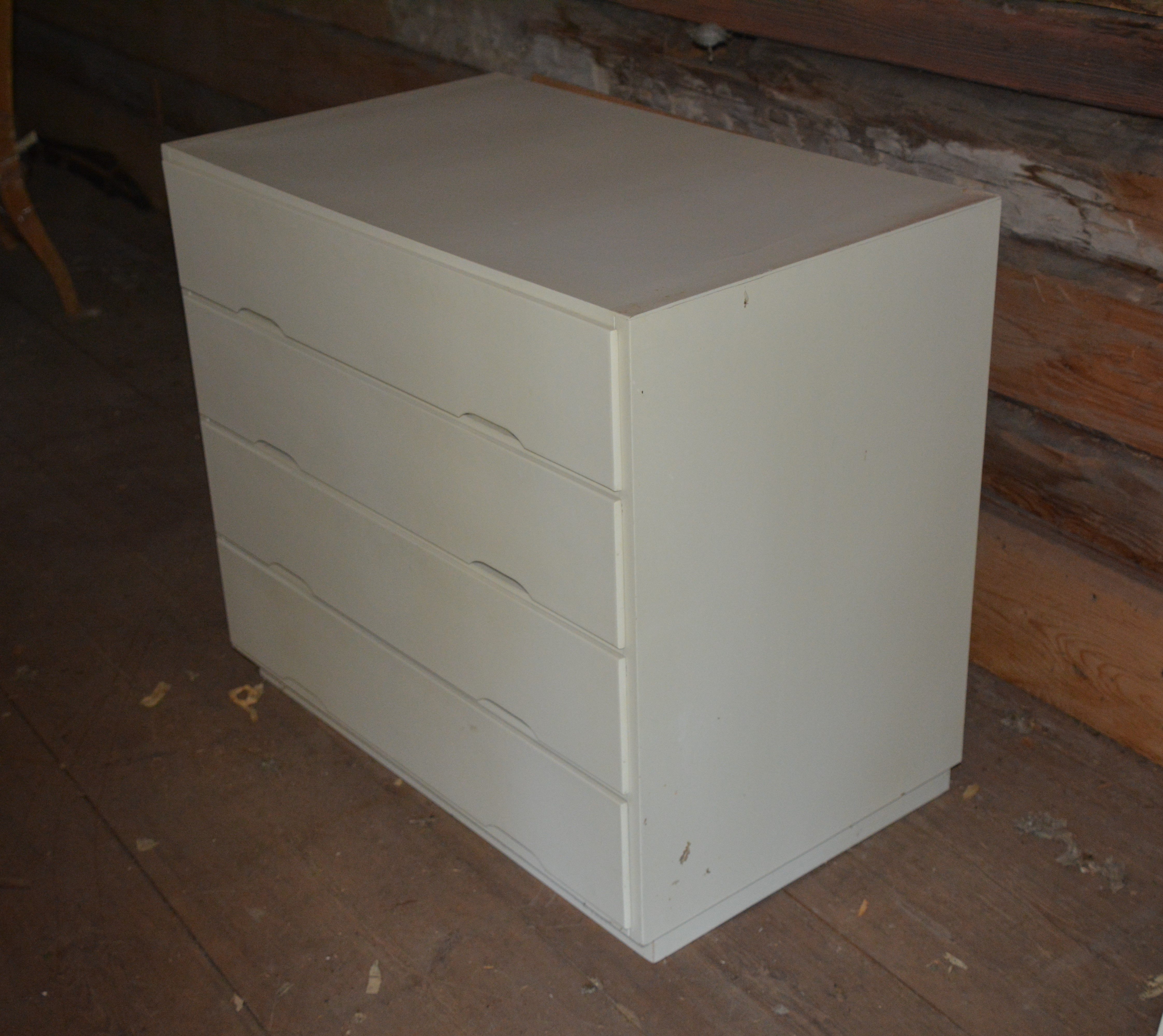
Ikea-byrån "Tore", 1960-tal, 80 × 48 × 70 centimeter

Leif Gillis Arthur Lundgren, född 26 augusti 1929 i Lund, död 25 februari 2016, var en svensk formgivare och designer som arbetade på Ikea.
Gillis Lundgren studerade på Malmö tekniska institut, innan han började arbeta som formgivare. Han anställdes på Ikea 1953 och blev den fjärde anställda på företaget. Ett hundratal Ikea-möbler har formgivits av honom, däribland byrån och hurtsen "Tore" (1958) och bokhyllan Billy (1979), som har funnits i sortimentet sedan de kom. Lundgren kom på idén med att använda platta paket i paketeringen av möbler när han granskade sitt bord Lövet.

## Priser och utmärkelser
Gillis Lundgren vann Tenzingpriset 2012 för sitt arbete och sina prestationer inom Ikea.
Motiveringen från juryn löd: Genom nära samarbete och vänskap har Gillis och Ingvar Kamprad tillsammans under nästan 60 år diskuterat, designat och utvecklat Ikea som i dag givit avtryck världen över. Gillis Lundgren är vägledaren som gjorde prestationen möjlig. Med sitt öga för form och användbarhet har han inte bara varit upphovsman till Ikeas olika designklassiker utan han är den som med sinne för logistik och effektivitet kom på idén med de platta paketen. En idé som kom att starkt bidra till Ikeas fantastiska framgång och förändra en hel bransch.